# Mercat Central
Der Mercat Central (deutsch Zentralmarkt, spanisch Mercado Central) ist eine Markthalle im Zentrum der spanischen Stadt Valencia. Die Markthalle gilt als eine der wichtigsten Sehenswürdigkeiten Valencias und lässt sich dem valencianischen Jugendstil zuordnen.

## Lage
Die Markthalle befindet sich im historischen Zentrum der spanischen Mittelmeerstadt Valencia. Das Gebäude wird von allen Seiten von Straßen umgeben. In unmittelbarer Nachbarschaft befinden sich die valencianische Seidenbörse und die Kirche Sant Joan del Mercat.

## Geschichte
Im Jahr 1839 wurde an gleicher Stelle bereits eine Markthalle eingeweiht. Dieser Vorgängerbau wurde allerdings gegen Ende des 19. Jahrhunderts für die Bevölkerung der Stadt zu klein. Ein Entwurf der Architekten Alejandro Soler March und Francisco Guardia Vial für eine größere Halle wurde 1910 angenommen. Nach Veränderungen am Entwurf wurde der Bau des heutigen Gebäudes im November 1914 begonnen und im Januar 1928 von den Architekten Enrique Viedma und Angel Romani abgeschlossen.

## Architektur

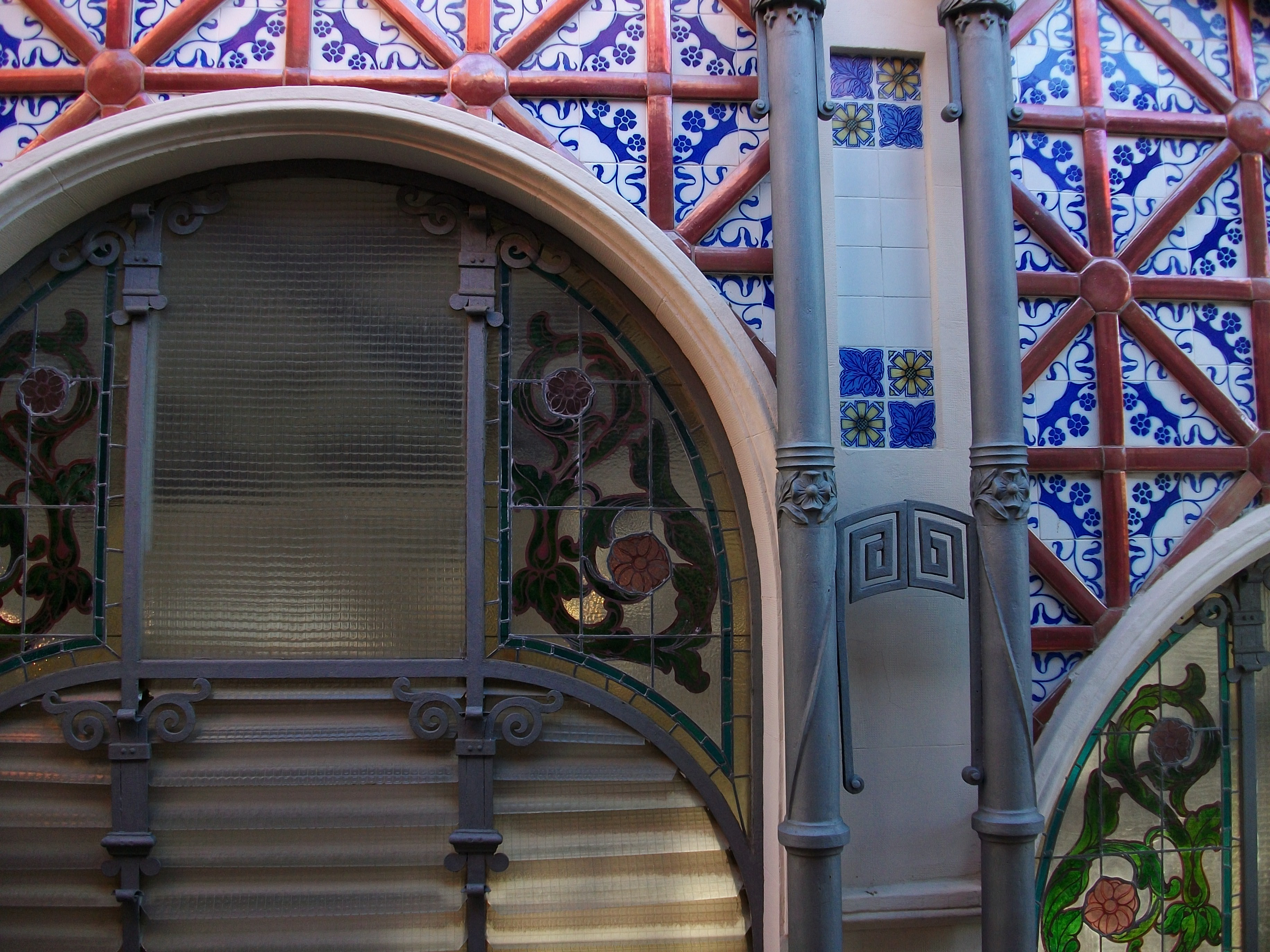
Detail der Außenfassade

Das im valencianischen Jugendstil errichtete Gebäude besteht aus zwei Hallen und hat eine Gesamtfläche von 8000 m². 274 Verkaufsstände befinden sich insgesamt im Inneren der Markthalle. Die Grundstruktur der größeren Halle ähnelt einer christlichen Kirche, da die zwei breiten Hauptgänge ein lateinisches Kreuz bilden. Der längere zentrale Gang ist 107 Meter, der kleinere 51 Meter lang. Über der Kreuzung der Hauptgänge befindet sich eine Kuppel mit einem Durchmesser von 14 Metern und einer Höhe von 27 Metern. An den kürzeren Hauptgang schließt nordwestlich die kleinere achteckige Halle an, welche mittig eine weitere Kuppel besitzt. Die kleinere Halle enthält den Fischmarkt, welcher als größter Europas gilt. Das Gebäude besitzt drei kleine Anbauten aus Ziegelsteinen, welche ausschließlich administrativen Nutzen haben. Das Untergeschoss des Gebäudes wird als Parkhaus genutzt.
Das äußere Mauerwerk besteht im unteren Bereich im Kern aus Ziegelsteinen, wird jedoch von weißem Stein überdeckt. Im unteren Bereich der Fassade sind zusätzlich reich geschmückte Fliesen angebracht. Darüber reihen sich bogenförmige Glasfenster aneinander, welche teilweise Glasmalereien enthalten und von metallenen Elementen durchzogen werden. Auch an die Glasfenster schließen Fliesen an. Jede Außenmauer enthält in Abhängigkeit von ihrer Größe entweder drei oder fünf der bogenförmigen Fenster. Die Dachkonstruktion wird von weiß angemalten Dachträgern gestützt, welche im Innern gut zu erkennen sind. Das Dach ist mit rötlichen Dachziegeln gedeckt.

## Galerie

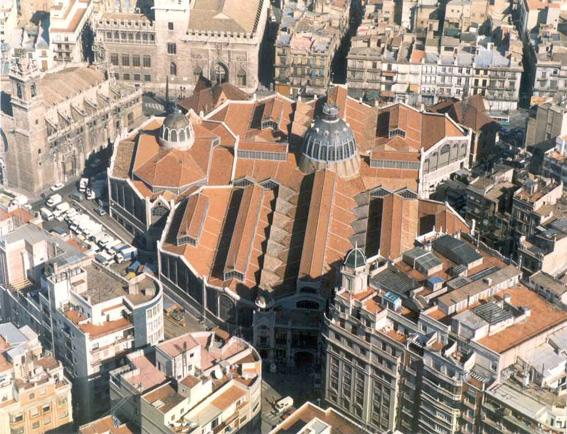
Luftaufnahme
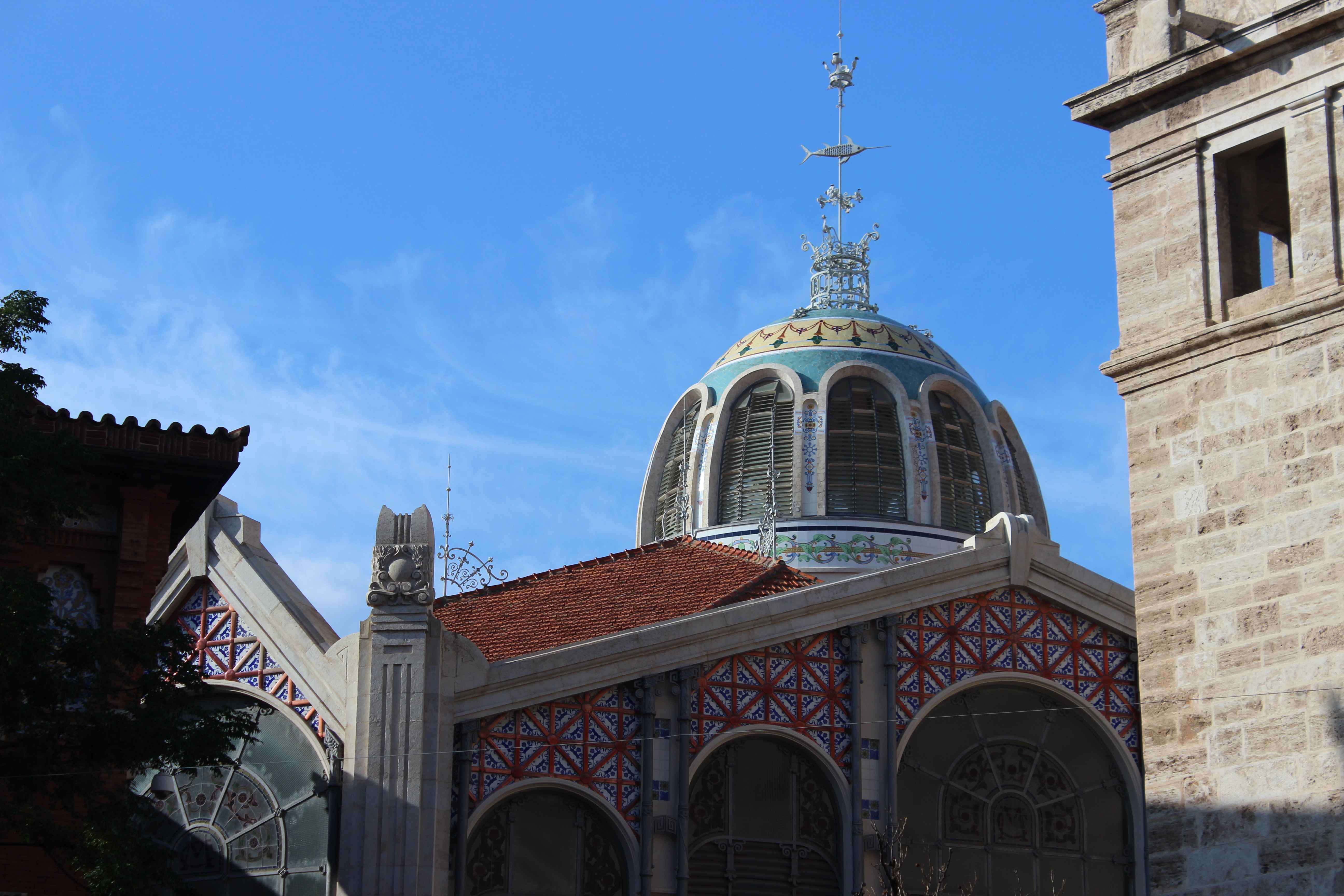
Blick auf die Hauptkuppel
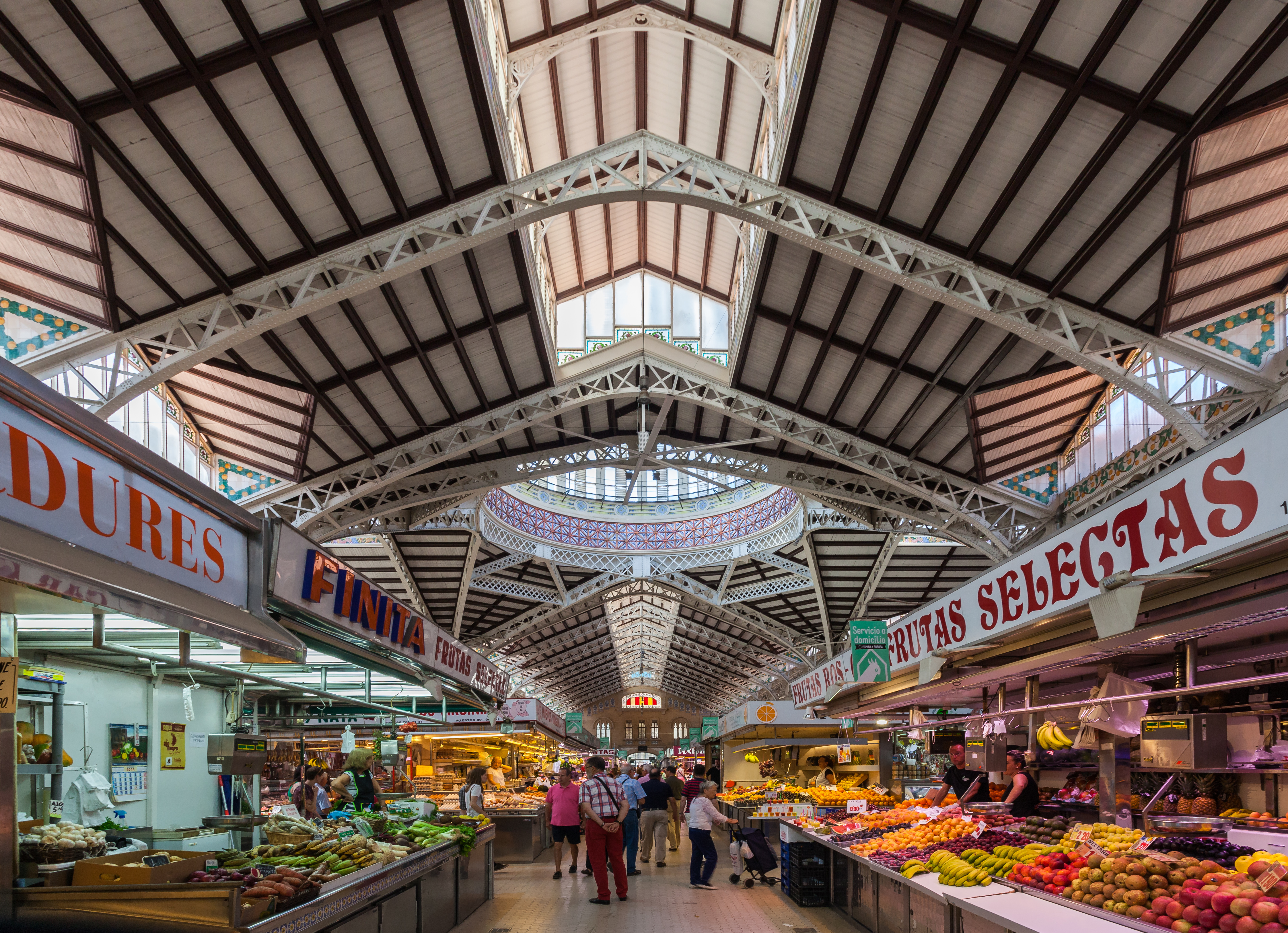
Innenansicht der Markthalle
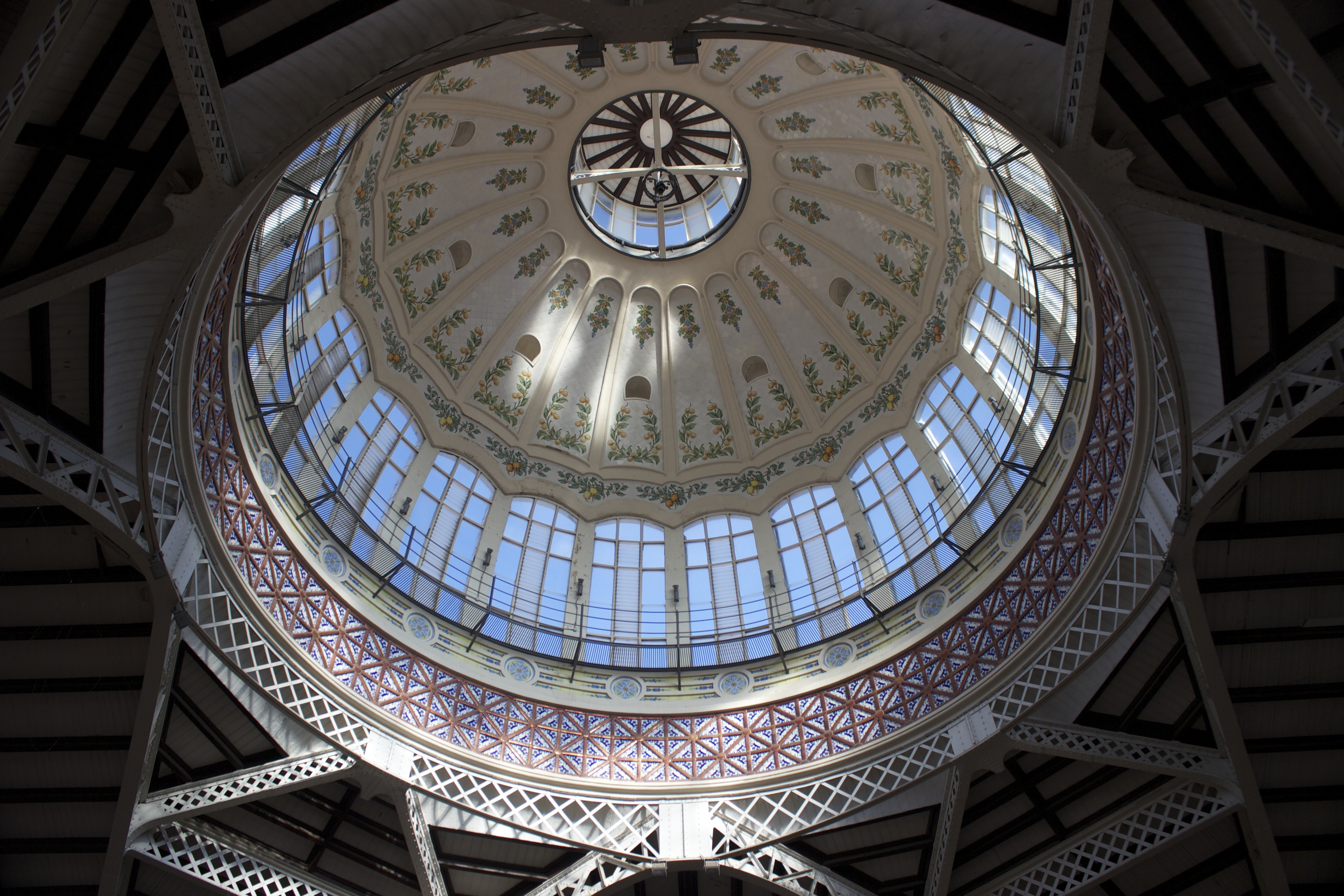
Blick in die Hauptkuppel